# Dīzaj-e Arīk
Dīzaj-e Arīk (persiska: Dīzaj-e Herīk, دیزج اریک) är en ort i Iran.   Den ligger i provinsen Västazarbaijan, i den nordvästra delen av landet, 600 km nordväst om huvudstaden Teheran. Dīzaj-e Arīk ligger 1 128 meter över havet och antalet invånare är 363.
Terrängen runt Dīzaj-e Arīk är huvudsakligen platt, men österut är den kuperad. Runt Dīzaj-e Arīk är det ganska tätbefolkat, med 75 invånare per kvadratkilometer. Närmaste större samhälle är Khvoy, 3,2 km nordväst om Dīzaj-e Arīk. Trakten runt Dīzaj-e Arīk består i huvudsak av gräsmarker.